# Alexandru Jurcan
Alexandru Jurcan (n. 15 iulie 1948 la Dârja, comuna Panticeu, județul Cluj) este un poet, prozator, regizor de teatru. A fost distins de-a lungul carierei sale cu numeroase premii la nivel național, dar și în afara granițelor.

## Biografie
Fiul lui Ioan Jurcan, agricultor și al Mariei (n. Ciucaș). A copilărit la Dîrja, unde a urmat clasele I-VII (1955-1962). Frecventează apoi Liceul „Petru Maior” Gherla (1962-1966) și în cele din urmă Facultatea de Filologie Cluj (1966-1971). După ce termină facultatea, devine profesor de limba franceză la Școala Generală Ciucea (1971-1992) urmând ca apoi în 1992 să ocupe același post la Liceul Teoretic ”Octavian Goga” din Huedin, unde lucrează și în prezent. Ulterior, începe să predea franceză și la Institutul Francez Cluj.
Debutează în revista Echinox (1979) cu povestirea Etajele lui Tacu, iar volumul Printre iubirile altora( Dacia, 1997 ) reprezintă debutul său editorial.
În 1988 primește Gradul I cu lucrarea Le discours narratif dans l’oeuvre de Saint-Exupéry, iar în 2009 își susține lucrarea de doctorat cu Paroles et images (M. Duras)  
Din pasiune, în 1996 înființează trupa de teatru francofon Assentiment pentru elevii de liceu, cu care participă la numeroase festivaluri naționale și internaționale ( Istanbul, Poznan, Pécs, Napoli, Viena, Stuttgart, Brno, Ankara, La Roche-sur-Yon, Gand, Huesca, Tarascon, Sorrento, Landerneau, Brest , Belgrad, Ébreuil, Veghel).
Este membru din anul 2001 al Uniunii scriitorilor din România, filiala Cluj.

## Părerea criticilor
- „Un visător incurabil, sperând să descopere leacuri pentru alunecările din umanitate.”  (Irina Petraș)
- „Un spirit de natură epigramatică, însă îmblânzit într-o ambianță lirică vag-melancolică.” (Petru Poantă)
- „Un marcat spirit ludic, cultivat cu finețe și filtrat în proze pline de umor.” ( Claudiu Groza)
- „Un om scenic, un ludic care își maschează tristețile ...” (Radu Țuculescu)
- „Nu lipsește nici comicul de limbaj, nici de situație, nici de caracter.” (Niculae Gheran)
- „Poematicul ia forma unui jurnal liric neostentativ cu incantații psalmice și adieri catifelate.” (George Mirea)
- „O melancolie difuză, ca a unui cântec îngânat fără cuvinte.” (Teofil Răchițeanu)
- „O privire expertă, care decelează printre măruntele evenimente provinciale, caractere, mesaje, tâlcuri.” (Dinu Bălan)
- „...oscilând între fantastic și intriga polițistă...” (Camelia Crăciun)
- „....un fantastic de tip absurd.” (Maria Ștefănescu)
- „Tristețea lunară a plânsului interior trezește monștrii adâncului.” (Persida Rugu)
- „...intruziunea neașteptată a absurdului într-un cotidian ce părea fixat în inerții...” (Rodica Matiș)

## Lucrări publicate
- Printre iubirile altora (povestiri, Editura Dacia, 1997)
- O decapitare nocturnă (roman, Editura Anthropos, 2000)
- Rană albastră (versuri bilingv român-francez, Editura Casa Cărții de Știință, 2001)
- Revelion cu sicriu, (roman, Editura Casa Cărții de Știință, 2002)
- Un câine legat la poarta raiului (versuri bilingv, Editura Casa Cărții de Știință, 2003)
- Chiar daca mi-aș da trupul să fie ars (Editura Casa Cărții de Știință, 2004 (ediția I) 2006 (ediția II))
- Să ieși din viața mea cu o lumânare în buzunar (povestiri, Editura Casa Cărții de Știință, 2005)
- Cocoșul și Cocoașa (roman comic, Editura Casa Cărții de Știință, 2006 (ediția I), 2008 (ediția II))
- Stăpânul și Silberta (versuri), Editura Casa Cărții de Știință, 2007)
- 119 versuri în franceză, Editura Casa Cărții de Știință, 2008)
- Plouă peste crimele orașului (povestiri, Editura Casa Cărții de Știință, 2008)
- Fuga insulelor (versuri, Editura Limes, 2009)
- Cei rămași pe pământ (roman, Editura Casa Cărții de Știință, 2010)
- La capătul morții ( versuri, bilingv, Editura Casa Cărții de Știință, 2011)
- Șobolani bine educați (povestiri scurte, Editura Casa Cărții de Știință, 2012)
- Jojolica și jurnalul ascuns din cămară (roman, Editura Casa Cărții de Știință, 2013)
- Schimb de oase/Echange d'os  (poezie, Editura Casa Cărții de Știință, 2014)
- Ecran Literar (cronici cinema, Editura Școala Ardeleană, 2015)
- Scorpionul și fecioara (povestiri, Editura Casa Cărții de Știință, 2015)
- Să nu visezi șerpi albaștri (poezie, Editura Casa Cărții de Știință, 2017)
- După ce mă ucizi, stinge lumina (proză scurtă, Editura Casa Cărții de Știință, 2019)
- Nu vei ști pe care pod al Senei (poezie, Editura Casa Cărții de Știință, 2021)

## Premii și distincții
- Pavel Dan (pentru proză)
- Premiul revistei Formula As (pentru proză)
- Premiul revistei Tribuna (2004)
- Premiul Uniunii Scriitorilor (2006 pentru volumul “Să ieși din viața mea cu o lumânare în buzunar”)
- Cetățean de onoare al orașului Huedin
- Diploma de fidelitate (Arad, 2006)
- Pavel Dan (2008)
- Premiul pentru “Cocoșul și Cocoașa” (Vișeul de Sus, 2009)
- Profesorul Anului (2009)